# Domenico Ghidoni
Domenico Ghidoni (Ospitaletto, 13 settembre 1857 – Milano, 2 settembre 1920) è stato uno scultore italiano. Fu artista noto nella corrente del verismo.

## Biografia
Nato da Felice e Maria Bambina Inselvini, di famiglia contadina, iniziò nel 1877 la sua attività artistica nella bottega di Pietro Faitini a Brescia come apprendista. Si iscrisse ai corsi serali della Scuola di Disegno annessa alla Pinacoteca civica Tosio, più tardi intitolata al Moretto. Negli anni 1879-1880 frequentò i corsi di ornato tenuti da Lorenzo Vela, fratello di Vincenzo, prospettiva e disegno di figura nell'Accademia di Brera a Milano.
Presentò per la prima volta sue opere a Brescia nell’ambito dell'“Esposizione di belle arti e industrie affini”, organizzata a palazzo Bargnani dall’associazione “Arte in famiglia”.
Nel soggiorno milanese dove frequentò Odoardo Tabacchi, ma anche nelle frequentazioni artistiche a Torino, Ghidoni sposò la causa artistica del verismo, seppur addolcita da una certa malinconia e mancante di quella carica di protesta tipica di quel movimento. Sono del periodo verista il piccolo gruppo scultoreo La nonna e il nipotino (Musei civici d'arte e storia, Brescia) e il gruppo in gesso Le schiave (1894): quest'ultimo rappresentava il tema della prostituzione e fu presentato alle Esposizioni Riunite dove non fu però ammesso a causa del soggetto scabroso.
Pur mantenendo lo studio a Milano, nel quale ebbe come allievi Claudio Botta e Timo Bortolotti, Ghidoni mantenne sempre legami molto stretti con la città di Brescia grazie soprattutto all’amicizia con l’architetto Antonio Tagliaferri.
A Domenico Ghidoni sono intitolate una via a Ospitaletto e una nella città di Brescia.

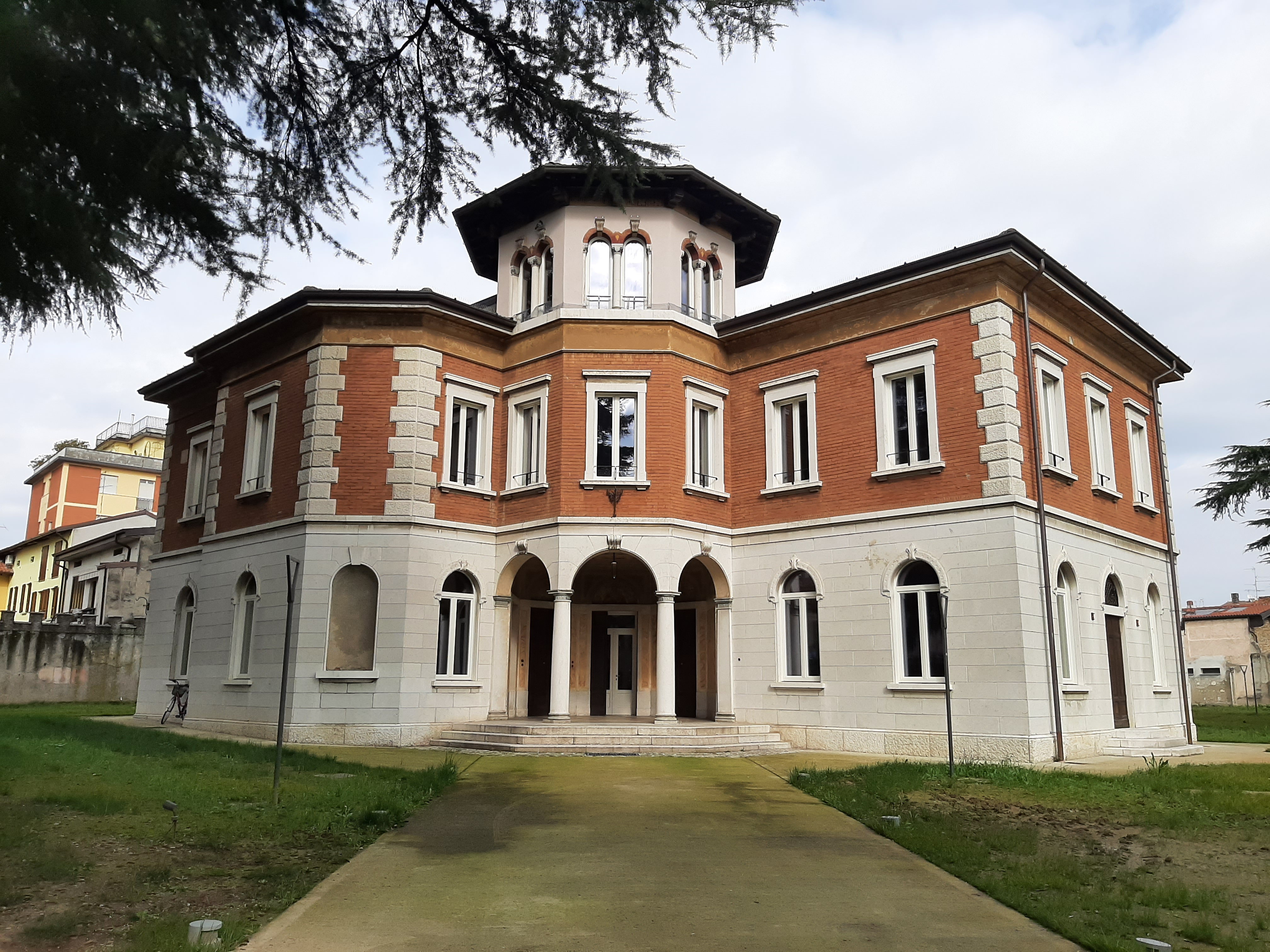
Museo Domenico Ghidoni (ex Villa Presti), a Ospitaletto

Nel 2023 è stato inaugurato ad Ospitaletto il Museo Domenico Ghidoni nell'ex Villa Presti.

## Opere
- Cimitero monumentale di Brescia. Monumento a Costantino Quaranta, tomba della famiglia Soncini, Statua del Redentore tomba famiglia Da Ponte, Busto di Antonio Tagliaferri e di Agostino Vigliani.
- Castello di Brescia. Due leoni.
- Brescia. Monumento a Tito Speri.
- Teatro Grande di Brescia. Busto di Giuseppe Verdi.
- Brescia. Monumento al Moretto.
- Musei Civici di Arte e Storia di Brescia. Gruppo scultoreo Gli emigranti.
- Gussago. Chiesa di Santa Maria Assunta. Statua dell'Angelo della Rivelazione e Giuseppe nella bottega di Nazareth.
- Milano. Cimitero monumentale di Milano. Edicola Podreider, monumento Basisio, monumento Monge Grün.
- Ospitaletto. Gruppo scultoreo Figura di Cristo tra i bimbi
- Ospitaletto. Municipio, varie sculture.

## Galleria d'immagini

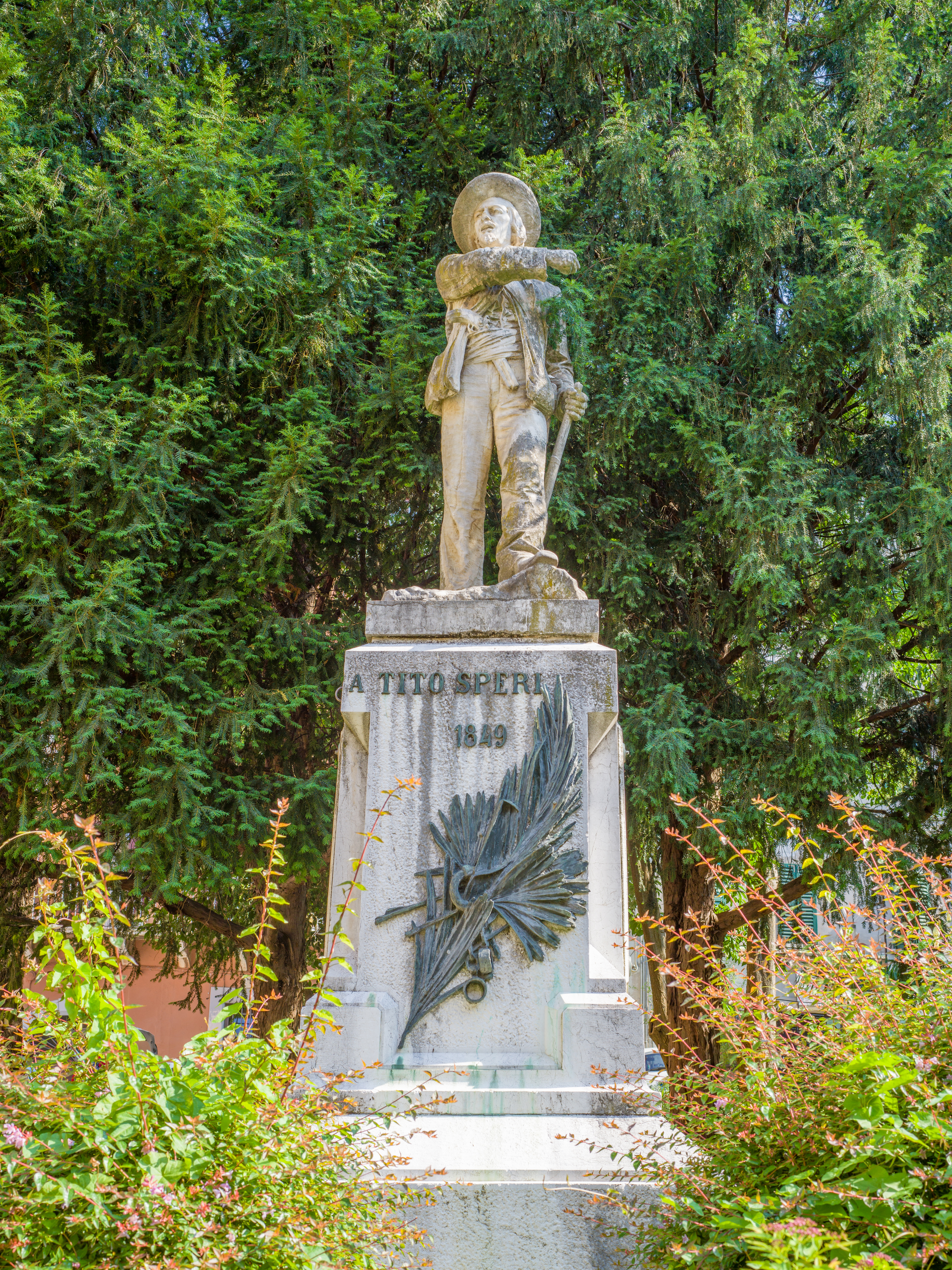
Monumento a Tito Speri, Brescia
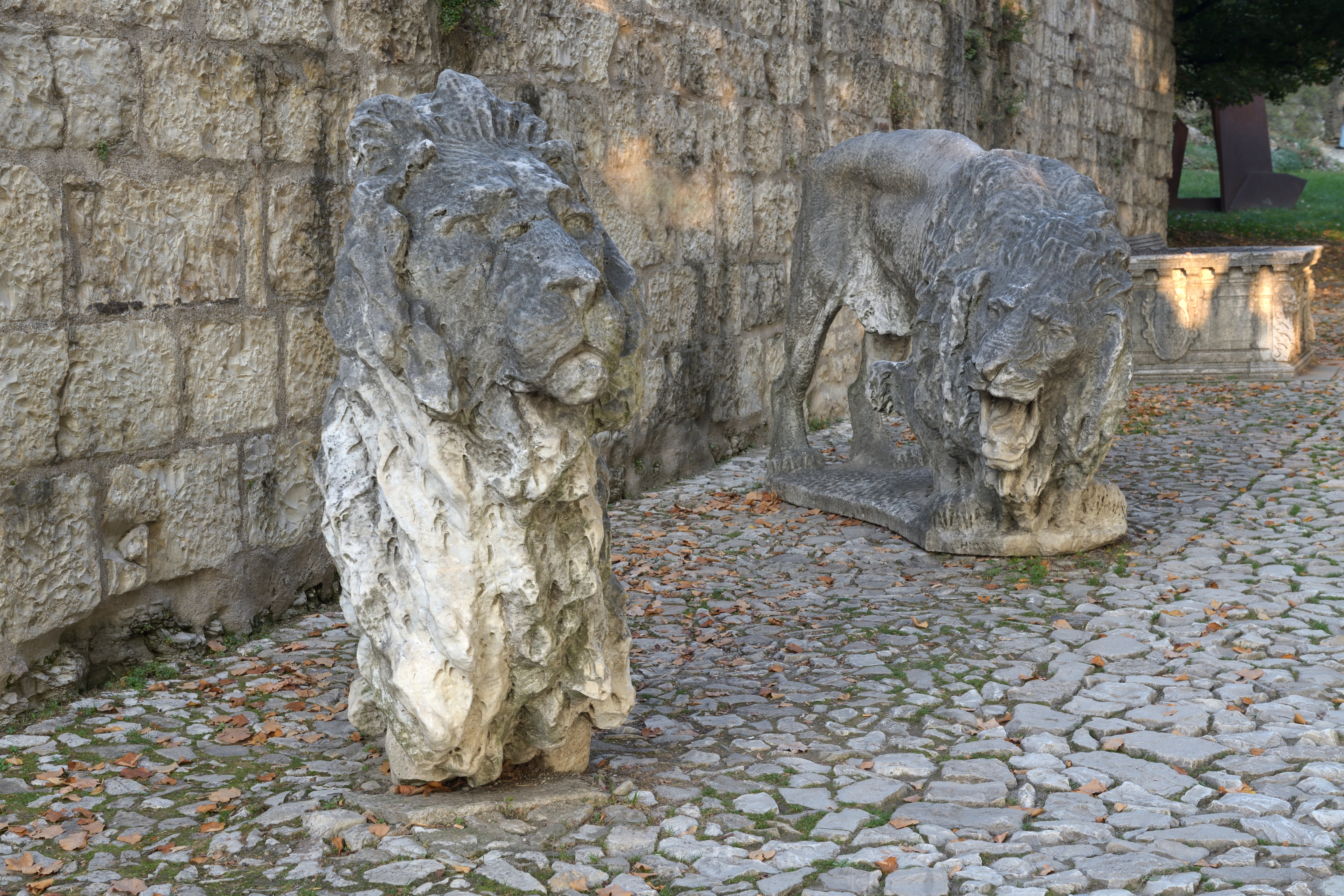
Due leoni, castello di Brescia
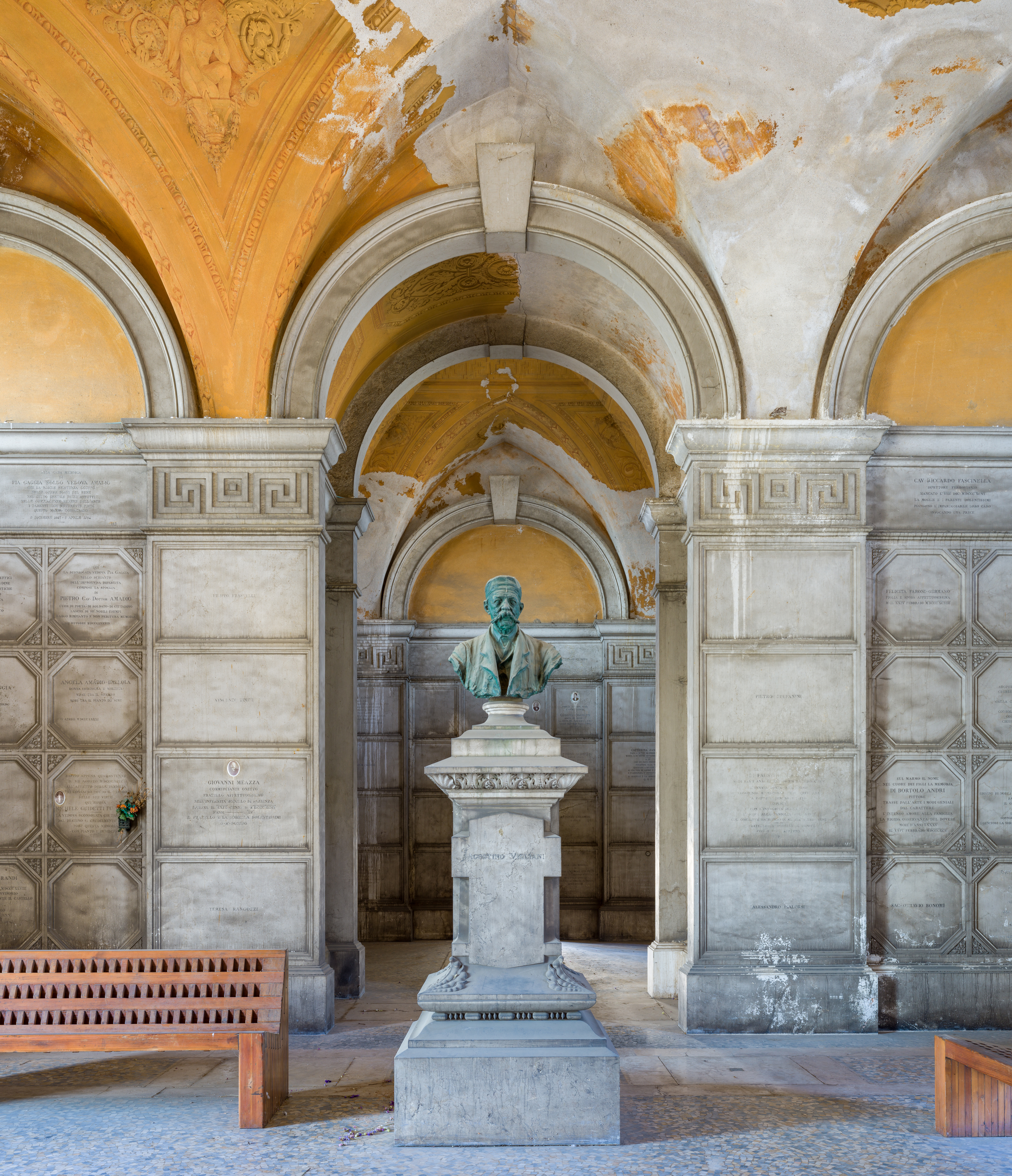
Busto di Agostino Vigliani, cimitero monumentale di Brescia
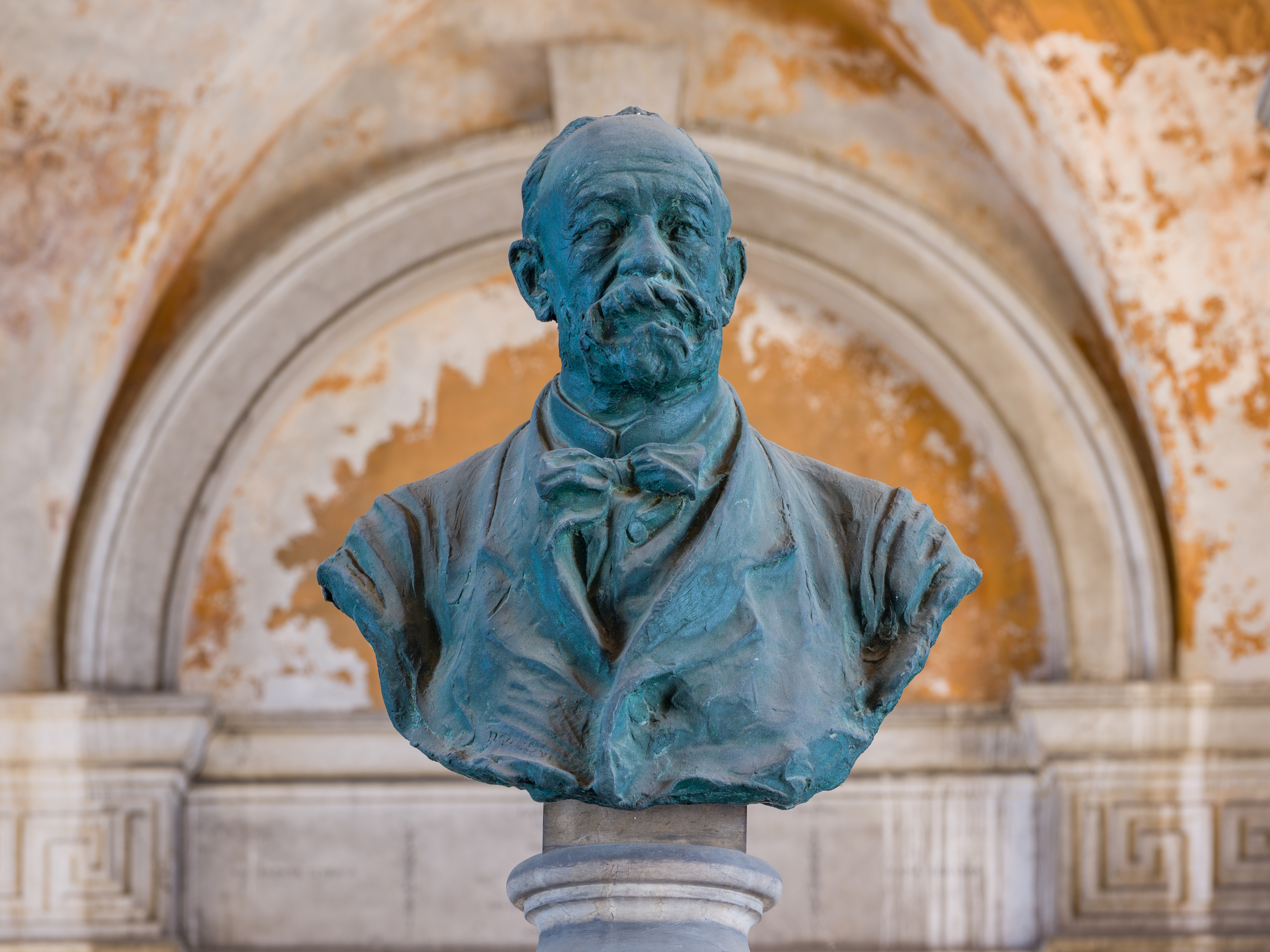
Busto di Antonio Tagliaferri, cimitero monumentale di Brescia
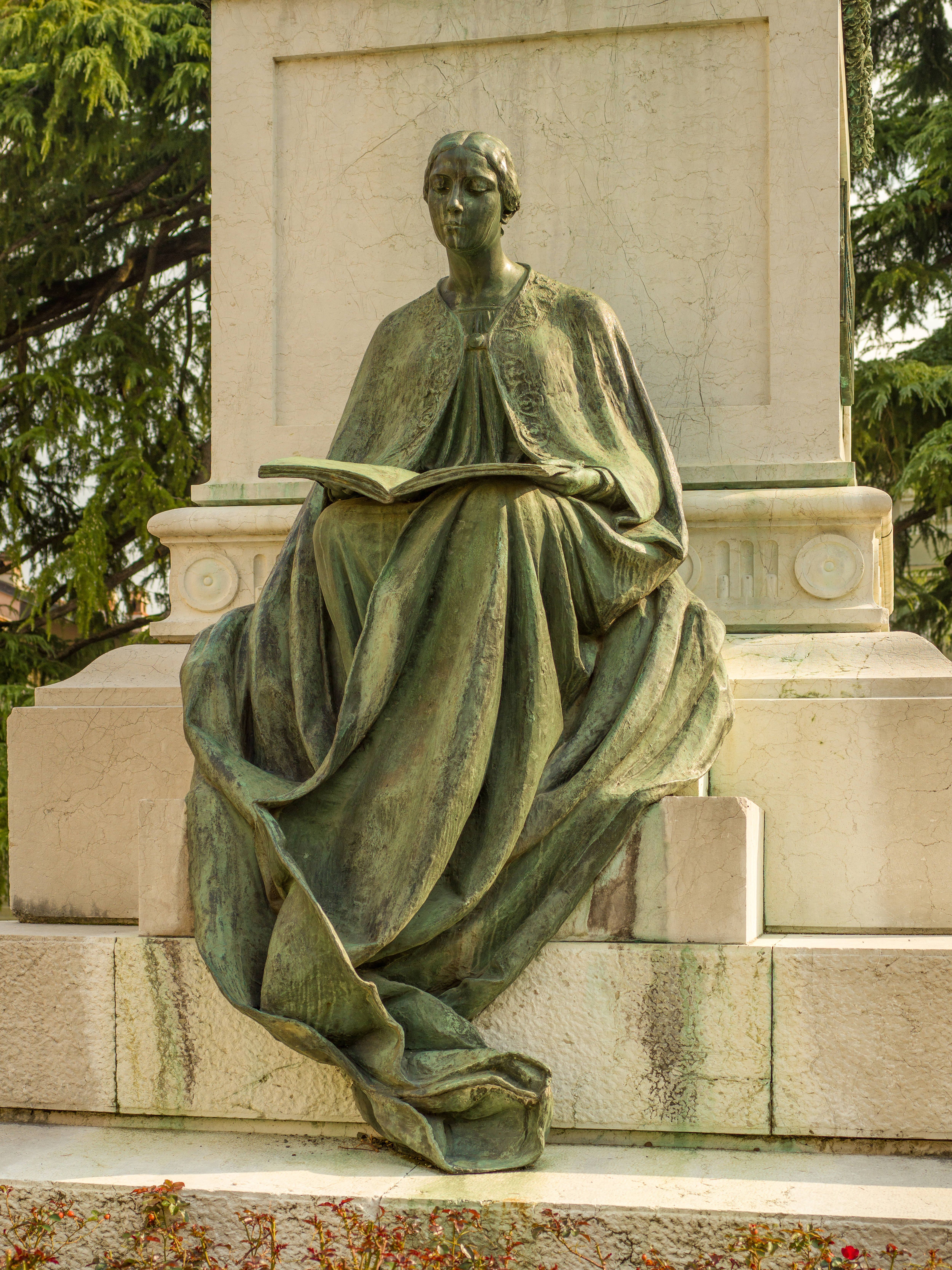
Figura femminile del monumento al Moretto
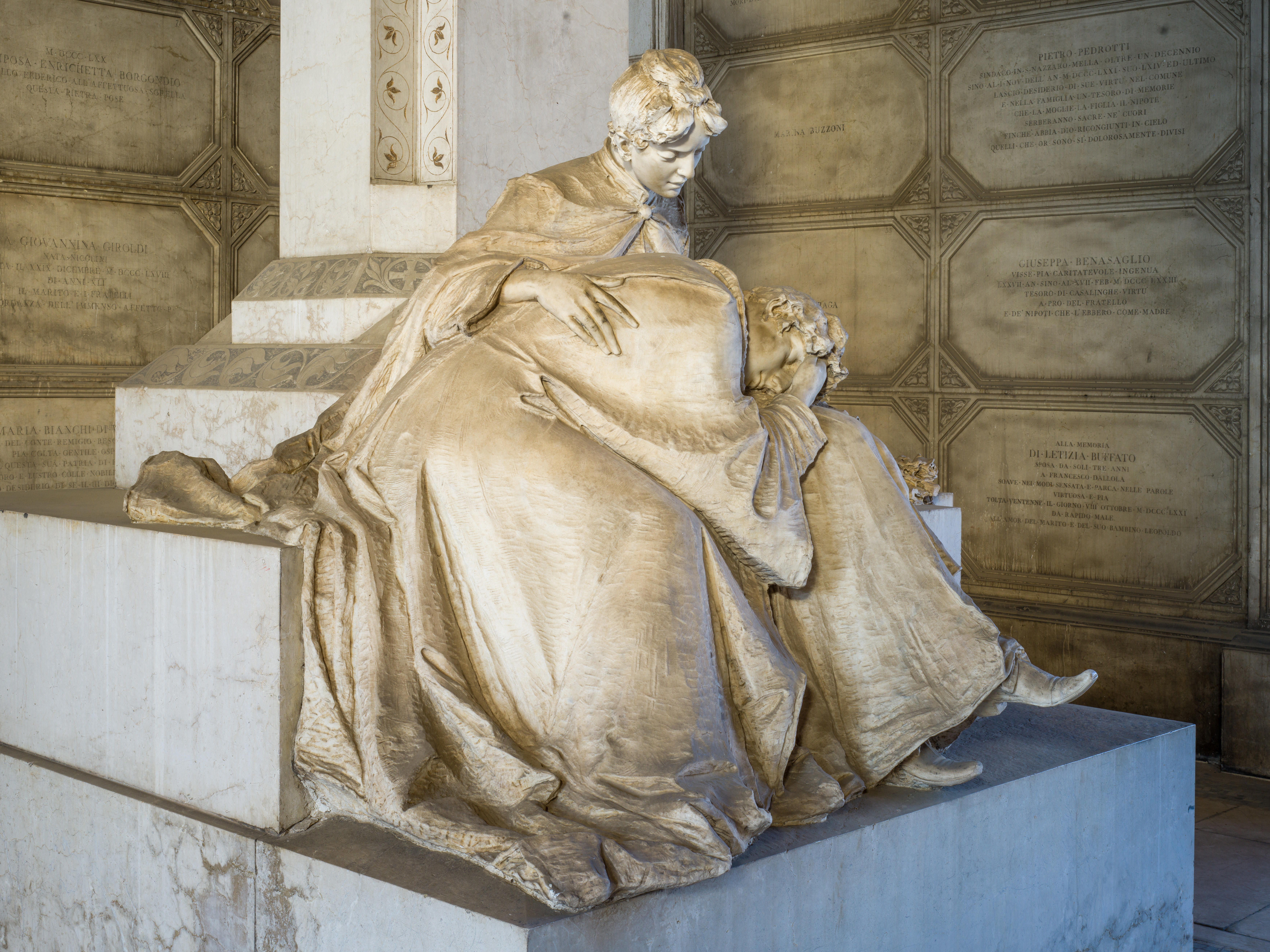
Monumento funebre nel cimitero monumentale di Brescia
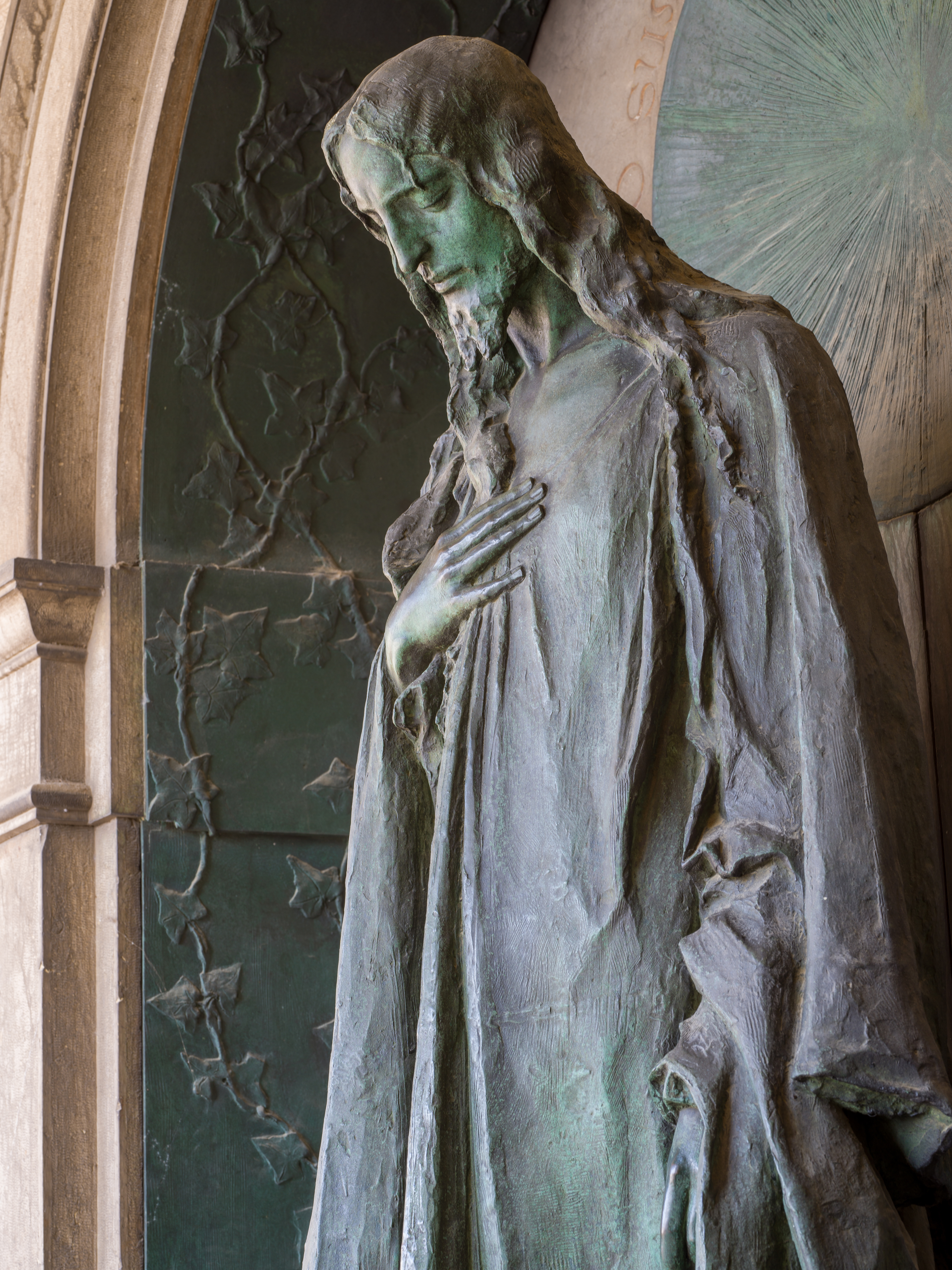
Monumento funebre della famiglia Da Ponte nel cimitero monumentale di Brescia
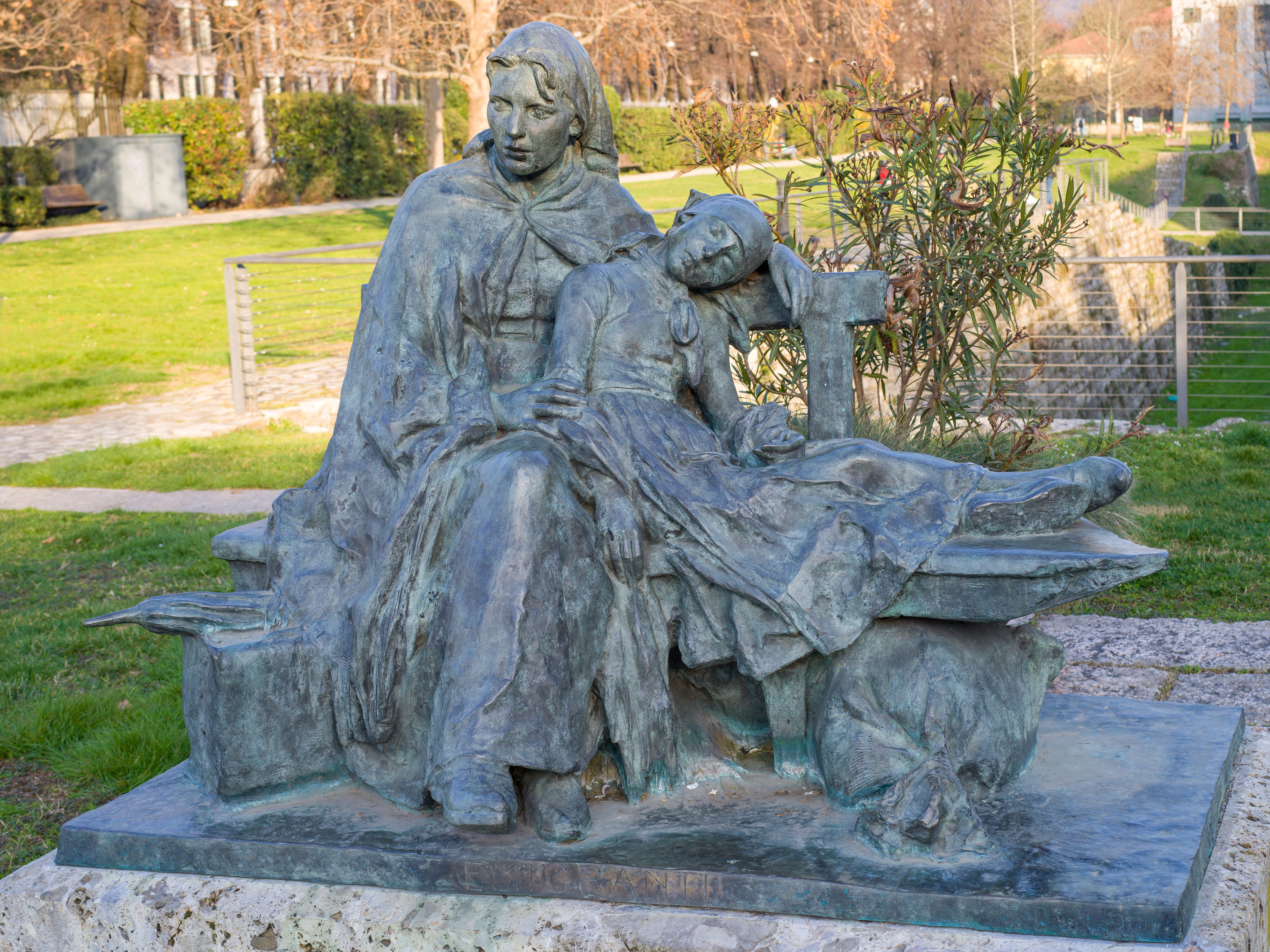
Emigranti nel Parco delle Torri Gemelle a Brescia